# メリット勲章 (ジャマイカ)
メリット勲章（メリットくんしょう、英語: Order of Merit）は、ジャマイカ政府によって授与される同国第3位の勲章である。 
科学、芸術、文学、その他の分野で卓越した国際的功績をあげたジャマイカ人または外国人に授与される。 定員は15名までとされており、また同一年に受章できるのは1人までと規定されている。 
受勲者は記章の佩用と、敬称「オナラブル」の使用を許可され、名前には"OM"（名誉受勲者は"OM (Hon.)" ）の ポスト・ノミナル・レターズが付加される。 
この勲章は外国の元首・首脳クラスの人物への儀礼叙勲にも使用されていたが、この機能は2003年に創設されたエクセレンス勲章へと引き継がれた。     

## 意匠
徽章を深いえんじ色の綬で首から下げる中綬章の形式をとる。
徽章は白と銀のエナメル作られたで6本の腕と12の角を持つ星型で、腕の先にはジャマイカの国花ユソウボクの青い花が配されている。中央には銀地に金でジャマイカの国章が描かれ、その周りを囲む赤いリボンには金色の文字で勲章のモットー、“He that does the truth comes into the light.（真実を為す者は光の中へ）"が書かれている。

## 主な受章者
ジャマイカ人
- マイケル・マンリー：政治家、元首相
- マイケル・ガーフィールド・スミス：社会人類学者（1972年）
- ボブ・マーリー：歌手（1981年4月）
- メアリ・シーコール：看護師（1991年、追贈）
- ルイーズ・ベネット＝コヴァリー:詩人・民俗学者・作家（2001年）
- ジミー・クリフ：歌手（2003年10月20日）
- ハーブ・マッキンリー：陸上選手（2004年10月17日）
- ピーター・トッシュ：歌手（2012年10月、追贈）
- バニー・ウェイラー：音楽家（2017年10月16日）

外国人
- フィデル・カストロ：キューバの政治家、初代キューバ国家評議会議長
- シュリダス・ランファル:ガイアナの政治家、同国第2代外相
- デレック・ウォルコット：セントルシア人、詩人・劇作家
- シシリー・ウィリアムズ：イギリス人（ジャマイカ生まれ）、哲学者
- ウィリアム・ニブ：イギリス人、バプテスト教会の牧師・伝道師